# Platyphyllum viridifolium
Platyphyllum viridifolium är en insektsart som först beskrevs av Jean Guillaume Audinet Serville 1825.  Platyphyllum viridifolium ingår i släktet Platyphyllum och familjen vårtbitare. Inga underarter finns listade i Catalogue of Life.